# Entedononecremnus bimaculatus
Entedononecremnus bimaculatus är en stekelart som beskrevs av Christer Hansson och Lasalle 2003. Entedononecremnus bimaculatus ingår i släktet Entedononecremnus och familjen finglanssteklar.
Artens utbredningsområde är:
- Costa Rica.
- Ecuador.
- El Salvador.
- Honduras.

Inga underarter finns listade i Catalogue of Life.